# Antonio Moral Jurado
Antonio Moral Jurado (Còrdova, España, 1982) és un compositor i director de banda. Estudià composició al Conservatori Superior de Música Rafael Orozco (Còrdova) del 2007 al 2010, i Direcció d'Orquesta al Conservatori Superior de Málaga al 2011, i Magisteri Musical a la Universitat de Còrdova (Espanya). Actualment dirigeix la Banda Simfònica de Música de Cabra, la Jove Orquestra Subbética i la Camerata Ipagro d'Aguilar de la Frontera; és també assistent de a Banda Simfònica de Còrdova.
Va ser guardonat del II Concurs de Direcció Musical de l'Associació Musical Coriana (2016) i també va ser guardonat al 15è Premi Internacional Joan Guinjoan (2016-2017), amb la seva obra "Aljibe de Absoluta Complacencia".